# Erinnerungsdenkmünze von 1863
Die Erinnerungsdenkmünze von 1863 wurde am 17. März 1863 von König Wilhelm I. von Preußen gestiftet und an die noch lebenden Teilnehmer der Feldzüge der Jahre 1813, 1814 und 1815 als erneutes Zeichen der Anerkennung verliehen.
Die aus Bronze gefertigte runde Medaille zeigt das nach links gewandte Brustbild von Friedrich Wilhelm III. mit der Umschrift FRIEDR. WILHELM III KÖNIG V. PREUSSEN. Darunter ein auf Lorbeerzweigen liegendes Band mit den Jahreszahlen  1813 1814 1815. Rückseitig der gekrönte Buchstabe  R , an dem die Initiale des Stifters  W  (Rex Wilhelm) hängt. Darunter ein Lorbeer- (links) und ein Eichenzweig (rechts).
Getragen wurde die Auszeichnung an einem schwarzen Band mit einem grünen Mittel- und weißen Seitenstreifen auf der linken Brustseite.